# Wang Yifang
Wang Yifang (en chinois 王贻芳 ; né en février 1963 à Jiangsu) est un physicien chinois des particules et des accélérateurs. Il est directeur de l'Institut de physique des hautes énergies (IHEP) de l'Académie chinoise des sciences de Pékin et connu pour ses contributions à la physique des neutrinos, en particulier son rôle de premier plan (avec Kam-Biu Luk) à l'expérience sur les neutrinos du réacteur de Daya Bay pour déterminer l'angle de mélange du dernier neutrino inconnu θ 13.

## Biographie
Après avoir obtenu son baccalauréat en physique à l'Université de Nanjing (1984), il est avec Samuel Ting à l'expérience L3 du Grand collisionneur électron-positon (LEP) du CERN. Wang travaille et étudie à l'Université de Florence pour obtenir un doctorat en physique puis travaille au Laboratoire de sciences nucléaires du Massachusetts Institute of Technology et à l'Université Stanford et rejoint l'Institut de physique des hautes énergies (IHEP), Chine en 2001 en tant que chercheur et est devenu directeur en 2011.
Il obtient le Prix Panofsky (partagé avec Kam-Biu Luk) en 2014 , le Prix de physique fondamentale en 2016, avec Kam-Biu Luk. Il est membre de l'Académie chinoise des sciences en 2015, Membre de l'Académie mondiale des sciences en 2016. Il reçoit le Prix Science du futur 2019 .
Depuis 2014, Wang est directeur de l'observatoire souterrain de neutrinos de Jiangmen (JUNO) dans le sud de la Chine, à la tête de l'expérience visant à déterminer la hiérarchie de masse des neutrinos avec les neutrinos des réacteurs nucléaires.